# Estret de Menai
L'Estret de Menai (en gal·lès Afon Menai, el Riu [sic] Menai, en anglès Menai Strait) és una estreta llenca d'aigua de vora 23 quilòmetres de llarg que separa l'illa d'Ynys Môn (Anglesey) de la resta de Gal·les.

## Geografia
Dos ponts creuen l'estret. La carretera A5 passa per un elegant pont de ferro suspès, obra de Thomas Telford i el primer d'aquesta mena (1826). Veí a aquest, el Pont Britannia, de Robert Stephenson (1850), amb trànsit de vehicles i ferroviari; originàriament de ferro forjat, després d'un paorós foc el 1970, que només en deixà els pilars de pedra, fou reconstruït amb bigues d'acer. Des del pont Britannia es pot veure una caseta construïda en una illa formada per quatre roques mal comptades, l'Ynys Gored Goch, enmig de l'estret. I vora l'extrem nord del Pont Grog y Borth, la petita illa de Dysilio, que només conté una església i el seu atri.
L'amplada de l'estret varia, segons el lloc, entre tres quilòmetres i mig i els dos-cents metres, aquesta darrera a la zona entre els dos ponts. La diferència d'alçades de la marea entre els dos extrems causa corrents molt forts en l'estret, tant en un sentit com en l'altre. Un dels llocs més perillosos n'és el conegut com Pwll Ceris (Swillies en anglès), entre els ponts: les roques per dessota de la superfície originen turbulències, molt perilloses, que poden estavellar bots contra el rocam. En aquesta zona s'enfonsà el vaixell-escola HMS Conway el 1953. L'entrada de l'estret de Menai per Caernarfon també és arriscada perquè els bancs de sorra que tanquen el port de la ciutat es desplacen periòdicament. Entrant per l'altre cap de l'estret, en el sud-oest, hi ha Fort Belan, un fort construït en el segle xviii, contemporani de la Guerra d'Independència dels Estats Units.

## Efectes de la marea

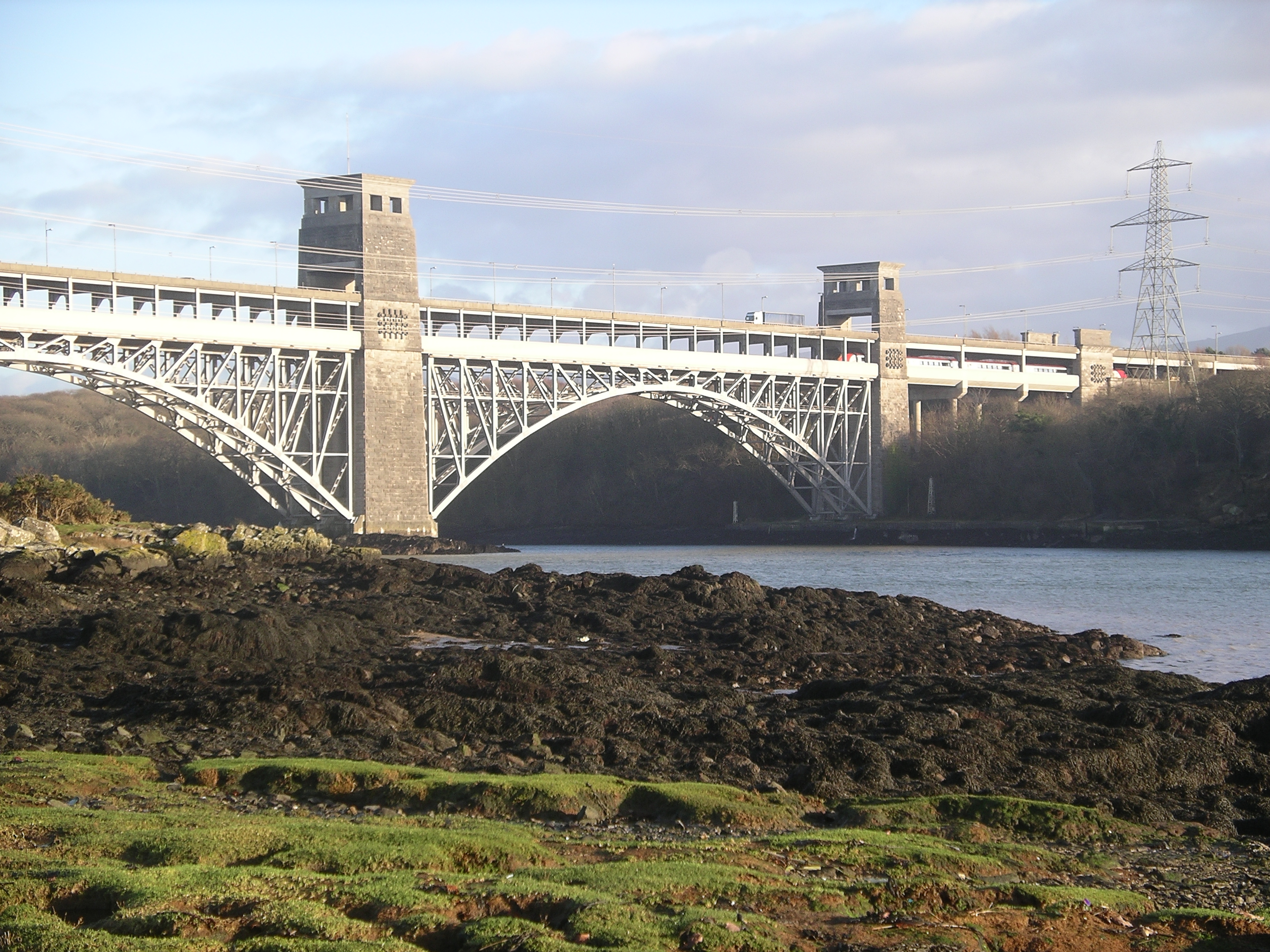
Pont Britannia

L'observació dels efectes de la marea pot ser força desconcertant. Una marea creixent procedent de l'extrem sud farà que l'aigua flueixi en direcció nord-est. Mentrestant, la marea circumval·larà Ynys Môn i, al cap d'unes hores, un nou flux entrarà a l'estret pel seu cap nord. Quan això passi, el corrent procedent del sud haurà començat a afeblir-se, i encara que l'aigua pugi encara, la direcció del flux començarà a invertir-se; un fenomen simètric succeirà quan la marea baixi. Tant en marea creixent com amb marea minvant, les aigües entre els dos ponts estaran calmades aproximadament una hora abans de la marea alta i de la baixa.
Teòricament seria possible creuar a peu l'estret pels Pwll Ceris, en una marea baixa primaveral, quan aquesta assoleix la fondària mínima anual de 50 centímetres. Però, precisament a causa d'una làmina d'aigua tan prima, el corrent s'enfila a 9 km/h i fa que traspassar l'estret sigui força difícil. Més enllà d'aquest punt, la profunditat arreu de l'estret no és mai inferior als dos metres.

## Ecologia

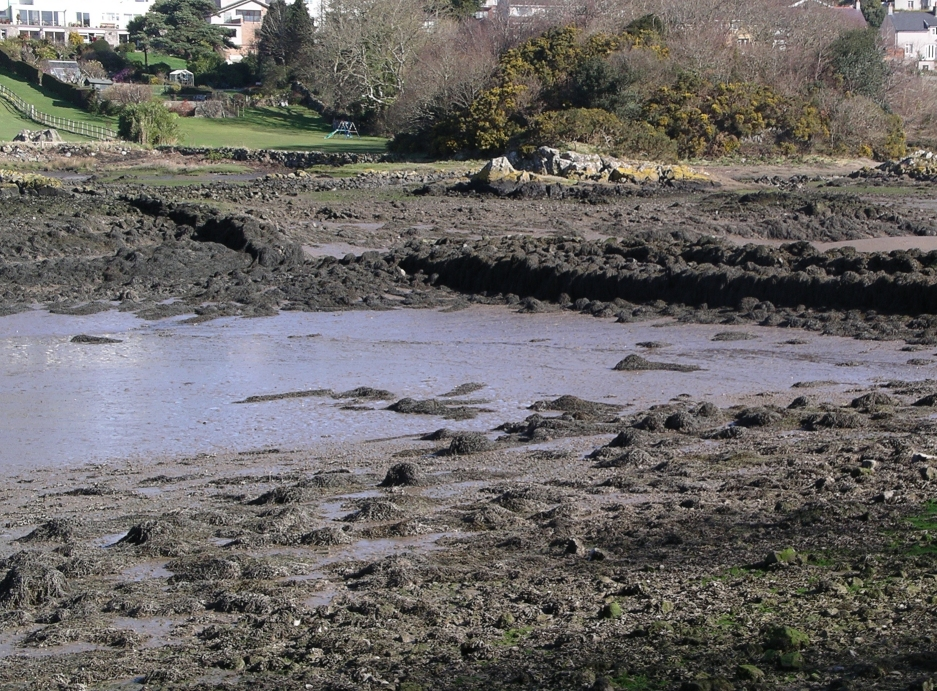
Antiga trampa de pedra per a la pesca

La conjunció d'unes marees tan estranyes i unes onades tan minses a causa de la seva posició arrecerada, fan de l'estret de Menai una ecologia bentònica única i diferenciada. Aquestes característiques menaren a l'establiment el 1948 de la School of Ocean Sciences , una institució d'anomenada mundial situada al Pont Grog y Borth i dependent de la Universitat de Gal·les a Bangor, així com a la proposició que el lloc sigui classificat com a Reserva Marina Natural. La fondària del canal és de 15 metres en alguns llocs, i el corrent pot pujar dels set nusos. El Menai és ric en esponges.
Gran part de la zona d'Ynys Môn (Anglesey) davant de l'estret està catalogada com a Àrea de Gran Bellesa Natural (Area of Outstanding Natural Beauty).

## Punts d'interès a l'estret
A poca distància del pont del ferrocarril hi ha el peculiar poble de Llanfairpwllgwyngyllgogerychwyrndrobwllllantysiliogogogoch.
- Bangor
- Biwmares
- Caernarfon
- Dwyran
- Y Felinheli
- Illa de Dysilio
- Pont Britannia
- Pont Grog y Borth